# Mohawk
|  | For floden, se Mohawk (flod) |
Mohawk (eget navn: Kanien'kehá:ka) er et folk af oprindelige amerikanere og den mest østlige af de fem oprindelige stammer i Irokeserføderationen (Haudesonaunee). De levede oprindeligt i Mohawk Valley i nutidens USA-stat New York vest for Hudson River. Deres territorium rakte mod nord til Saint Lawrence-floden, det sydlige Québec og det østlige Ontario, mod syd til New Jersey og ind i Pennsylvania, mod øst til Green Mountains i Vermont og mod vest til oneida-folkets traditionelle territorium. Blandt de fem oprindelige stammer i Irokeserføderationen var de kendt som Vogterne af Østdøren. I hundreder af år beskyttede de Irokeserføderationen mod invasioner fra den side af stammer fra New England og de nedre områder af New York. De er i nutiden bosat omkring Lake Ontario og Saint Lawrence i grænselandet mellem Canada og USA, og blandt deres nuværende territorier er Kahnawake og Akwesasne.